# Röhl
Pour les articles homonymes, voir Röhl (homonymie).
Röhl est une municipalité allemande située dans le land de Rhénanie-Palatinat et l'arrondissement d'Eifel-Bitburg-Prüm.